# Yuri Yakimov
Yuri Yakimov –en ruso, Юрий Якимов– (28 de febrero de 1953) es un deportista soviético que compitió en remo.
Participó en los Juegos Olímpicos de Montreal 1976, obteniendo una medalla de plata en la prueba de cuatro scull. Ganó dos medallas en el Campeonato Mundial de Remo, plata en 1974 y bronce en 1975.

## Palmarés internacional
| Juegos Olímpicos   | Juegos Olímpicos         | Juegos Olímpicos  | Juegos Olímpicos |
| Año                | Lugar                    | Medalla           | Prueba           |
| ------------------ | ------------------------ | ----------------- | ---------------- |
| 1976               | Montreal (Canadá)        | Medalla de plata  | Cuatro scull     |
| Campeonato Mundial |                          |                   |                  |
| Año                | Lugar                    | Medalla           | Prueba           |
| 1974               | Lucerna (Suiza)          | Medalla de plata  | Cuatro scull     |
| 1975               | Nottingham (Reino Unido) | Medalla de bronce | Cuatro scull     |